# リック・サントラム
リチャード・ジョン・"リック"・サントラム（Richard John "Rick" Santorum、1958年5月10日 - ）は、アメリカ合衆国の政治家。連邦下院議員（1991年 - 1995年）、連邦上院議員（ペンシルベニア州選出、1995年 - 2007年）。所属政党は共和党。元上院共和党協議会議長（2001年 - 2007年）。愛称のリックで呼ばれるのが一般的である。熱心なカトリックの信者でエリザベス、ジョン、ダニエル、サラ・マリア、ピーター、パトリック、イザベラ（四男のガブリエル・マイケルは生まれてすぐに亡くなった。）の7人の子供の父親でもある。2012年アメリカ合衆国大統領共和党予備選挙で一時は首位を脅かす勢いを示した。
同性愛者や同性婚に対して否定的な人物で知られており、ローレンス対テキサス州事件における最高裁の判決に対して強硬に異を唱えたり、同性愛は伝統的な家族観や健康を害すると主張している。

## 来歴

### 生い立ち
1958年5月10日にバージニア州ウィンチェスターでイタリア系アメリカ人の父であるアルド・サントラムとイタリア系とアイルランド系の血を引く母であるキャサリンとの間に誕生し、ウェストバージニア州とペンシルベニア州バトラー郡で育つ。両親はペンシルベニア州バトラーにある退役軍人省（VA）の病院に勤めていた。後にサントラム一家はイリノイ州マンデレインに引っ越し、彼はイリノイ州の高校を卒業。1980年にペンシルベニア州立大学で政治学を学び学士号を取得、1981年にピッツバーグ大学でMBAを取得した。
大学在籍中に彼は上院議員に出馬するジョン・ハインツ三世のボランティアとして働き、政治に関わる様になる。その後、ペンシルベニア州の上院議員ドイル・コーマンの管理アシスタントを務め、また1981年から84年まではペンシルベニア州上院の地方行政委員会と同州上院交通委員会のディレクターも務めた。並行してペンシルベニア州立大学ディッキンソン法律学校で法学を学び、1986年に卒業するとピッツバーグにて弁護士業を始め、法律事務所に4年間勤めた。その間の受任事件で、彼はプロレス団体WWE（当時・WWF）を代表して、プロレスはスポーツではないという理由で、プロレスラーはアナボリックステロイド（筋肉増強剤）使用についての連邦規制から除外されるべきであると主張した。そして、当時、法律事務所の夏季インターンを募集している際に、ピッツバーグ大学の法学生であったカレン・ガーヴァーと出会い、後に結婚した。

### 政界入り
1990年に「ペンシルベニア18区」から下院選に立候補。対抗馬の民主党現職ハリス・ウォフォードを破り、32歳で下院議員に当選する。1992年には七つのギャングのメンバーとして、連邦下院銀行スキャンダルでの犯人を告発することにより、議会の腐敗を一掃するために動いた。下院議員を2期務めた後、1994年に上院に出馬し当選し、2期務めた。94年の選挙で彼は、選挙スローガン「Join the Fight!」を合言葉に、農家の納屋を選挙パーティーや、演説する為の場所にしたりし、この納屋は彼の政治広告に使用したりした。また、1996年当時、妊娠中絶規制法案に対するビル・クリントン大統領の拒否権行使について批判していたが、10月、妻のカレンが妊娠20週目で、子宮内感染により41℃近くまで発熱する容態となる。医師は、早産させなければ彼女が死ぬ可能性があると警告した。新生児の生存の見込みのない分娩は中絶と同義ではないかとサントラムが逡巡するうちに、10月11日、妻のカレンは分娩に入り、男児の赤ちゃんは生まれて2時間後、先天性欠損症により、死んでしまう。その子は"ガブリエル・マイケル"と名付けられた。その後、サントラムは毛布でガブリエルの遺体を包み、すぐに埋葬せず、妻カレンの家に運び、家族全員でガブリエルと2時間過し、プライベートミサをして、最後の別れを悲しんだ。その後、妻のカレンはガブリエルを妊娠して産むまでを手紙として書き、その手紙を元にした『ガブリエルへの手紙（Letters to Gabriel』という本を出している。

### 共和党の「ライジングスター」
2001年にジョージ・ブッシュが大統領に就任すると、上院共和党のナンバー3にあたる上院共和党会議議長に42歳で就任。ブッシュの側近として政権の多くの政策に賛成票を投じた。共和党の中でも特に保守的であり、妊娠中絶や同性婚に反対しており、同性婚を禁止するための憲法修正案を提出した。やがて保守派のホープとして、ジョージ・アレンらと並んで2008年大統領選挙における共和党の有力候補とも目されるようになっていった。
だがそうした保守的な言動ゆえ、共和党への逆風下で行われた2006年上院選では当初から3選が危ぶまれていた。ペンシルベニア州は過去2回の大統領選でも最後まで大接戦が演じられており、有権者の中道志向が極めて高い。そのため、彼のような旗幟を鮮明にした保守派は苦しい立場にある。一時は民主党の対立候補ボブ・ケイシー・ジュニアに20ポイント以上の差を付けられ、8月には巻き返して6ポイントまで差を縮めたが、最終的には落選してしまった。この選挙ではアレンも失言問題が原因で落選しており、共和党にとっては痛手だった。落選後に2008年アメリカ合衆国大統領選挙への出馬を否定。予備選では、ミット・ロムニー前マサチューセッツ州知事を支持していた。また、2010年に予定されているペンシルベニア州の知事選に立候補するとの憶測もささやかれていたが、結局出馬せずトム・コーベット州司法長官を推薦した。コーベットはその後当選した。

### 2012年大統領選
2011年4月に地元ペンシルベニア州にて2012年の大統領選挙に出馬する事を宣言した。彼は家族重視、妊娠中絶や同性愛者の結婚の反対、財政保守など、保守的な政策を主張し、経済の回復の兆しが見えないバラク・オバマ大統領の経済政策を批判した。だが、他の共和党候補者と比べると出馬したのが遅かった為か後れを取っており、一部の州を除いて支持率が伸び悩んでいた。支持率は共和党候補者の8人中、7位の低い順位だった。しかし、重要州であるアイオワ州の党員集会前に、保守派の支持の為、アイオワ州の全99郡を積極的に2週間連続で行った遊説などが効いて、12月にアイオワ州の保守派で最も影響力を持つ、The Family Leader (en)のCEOで、元知事候補ボブ・バンダー・プラッツス（2008年大統領選挙でのマイク・ハッカビー候補のアイオワ州勝利の立役者でもある）やIowa Family Policy Center（IFPC）のリーダーであるチャック・ハーレー、アイオワ州の国務長官マット・シュルツらを始め、同州の保守派大物や団体がサントラムを支持した。その結果、泡沫候補だったが、アイオワ州での支持率も、ミット・ロムニー（25%）、ロン・ポール（22%）、リック・サントラム（16%）、ニュート・ギングリッチ（14%）と3位に支持率が急上昇した。2012年1月3日に行われた、アイオワ州党員集会の投票結果でサントラムは、1位のロムニーに続き、8票差で2位に付つく大善戦を見せた（19日に再集計の結果、ロムニーより、34票上回っている事が判明し、サントラムの勝利と修正された）。ニューハンプシャー州予備選では4位に終わったが、南部サウスカロライナ州では3位であった。また、1月14日に保守系団体が乱立する保守系候補を一本化にする為、サントラムを一本化にして支持しようと、150人余りがテキサス州で会合が開かれ、非営利団体「ファミリー・リサーチ・カウンセル」（FRC）のトニー・パキンス代表は「サウスカロライナの結果に影響を与えるものと期待する」と強調していた。他のサントラムの支持者にはフォーカス・オン・ザ・ファミリーのジェームス・ドブソン、フロリダ州家族政策審議会（FFPC）のジョン・ステンバーガー、ウィスコンシン州の保守系実業家フォスター・フリース、スパイ小説作家ブラッド・ソー、保守派トークショーのホストグレン・ベックらがいる。
その後、首位のロムニーが2位のサントラムの3倍弱の代議員を獲得する中、3歳の娘が先天性の疾患により入院した直後の4月10日に選挙活動の停止を表明した。これによりロムニーの共和党指名獲得は確実になったとされたが、サントラムは1ヶ月近く態度を明らかにせず、サントラムと共に保守系候補と目されたギングリッチも撤退した後の5月7日にようやくロムニー支持を表明した。

### 2016年大統領選
2015年5月、2016年アメリカ合衆国大統領選挙への出馬を表明し、「勤労者世帯は大きな政府や大きなマネーと結びついた大統領を再び必要とはしていない」として中間層への政策を重視すると訴えた。2016年2月3日、2016年アメリカ合衆国大統領選挙からの撤退と同選挙におけるマルコ・ルビオ上院議員への支持を表明する。